# Тчевське-Лонкі
Тчевське-Лонкі (пол. Tczewskie Łąki, нім. Dirschauerwiesen) — село в Польщі, у гміні Тчев Тчевського повіту Поморського воєводства.
Населення — 426 осіб (2011).
У 1975-1998 роках село належало до Гданського воєводства.

## Демографія
Демографічна структура станом на 31 березня 2011 року:
|          | Загалом | Допрацездатний вік | Працездатний вік | Постпрацездатний вік |
| -------- | ------- | ------------------ | ---------------- | -------------------- |
| Чоловіки | 214     | 52                 | 152              | 10                   |
| Жінки    | 212     | 40                 | 143              | 29                   |
| Разом    | 426     | 92                 | 295              | 39                   |